# Paskuqan
Paskuqan ([paskucan]; bepaalde vorm: Paskuqani) is na de gemeentelijke herinrichting van 2015 een deelgemeente (njësitë administrative përbërëse) van de Albanese stad (bashkia) Kamëz.
Met 37.000 inwoners (2011) is Paskuqan na het naburige Kashar de op een na grootste Albanese deelgemeente. Ze telt meer inwoners dan Berat of Lushnjë, respectievelijk de negende en tiende stad van het land. Paskuqan is een voorstad van de nationale hoofdstad Tirana, en ligt net ten noorden ervan.

## Geografie
De deelgemeente Paskuqan ligt noordelijk van het station van Tirana op een hoogte van circa 110 meter. Ze omvat in totaal acht dorpen (fshatra, enkelvoud fshat); naast Paskuqan zelf zijn dat Babrru, Fushë e Kërçikëve ('scheenbenenveld'), Kodër Babrru ('Babrru op de heuvel'), Kodër e Kuqe ('rode heuvel'), Paskuqan Fushë ('Paskuqan op de vlakte'), Paskuqan Kodër ('Paskuqan op de heuvel') en Shpat.
Net ten noorden van het centrum van de gemeente ligt Parku i Paskuqanit, een groot park met het artificiële meer Liqeni i Paskuqanit. Momenteel ligt het park er wat verwilderd bij, maar er bestaan plannen om het met bomen te beplanten en van recreatiefaciliteiten te voorzien.

## Bevolking
In de volkstelling van 2011 telde Paskuqan 37.349 inwoners, een stijging ten opzichte van 21.737 inwoners op 1 april 2001. Dit komt overeen met een gemiddelde bevolkingsgroei van 5,3% per jaar.
| Plaats   | Oppervlakte (km²) | Bevolking (2001) | Bevolking (2011) |
| -------- | ----------------- | ---------------- | ---------------- |
| Paskuqan | 11,51 km²         | 21.737           | 37.349           |

### Religie
De grootste religie in Paskuqan is de (soennitische) islam. Deze religie werd in 2011 beleden door 30.002 personen, oftewel 80,33% van de bevolking. De grootste minderheid vormden de 2.644 katholieken, hetgeen gelijk staat aan 7,08% van de bevolking.
| Plaats   | Bevolking (2011) | Islam (%)       | Katholiek (%) | Orthodox (%) | Bektashisme (%) |
| -------- | ---------------- | --------------- | ------------- | ------------ | --------------- |
| Paskuqan | 37.349           | 30.002 (80,33%) | 2.644 (7,08%) | 93 (0,25%)   | 142 (0,38%)     |